# Antirrhinum latifolium
Antirrhinum latifolium ist eine Pflanzenart aus der Gattung der Löwenmäuler (Antirrhinum) in der Familie der Wegerichgewächse (Plantaginaceae).

## Beschreibung
Antirrhinum latifolium ist eine ausdauernde, krautige Pflanze, deren aufrecht wachsende, sparrig verzweigte Stängel Wuchshöhen von 60 bis 100 cm erreichen. Die Pflanze ist meist vollständig drüsig behaart. Die unten meist gegenständig und oben meist wechselständig stehenden Laubblätter sind 20 bis 70 mm lang und 8 bis 32 mm breit und damit 1,5 bis 2,5 mal so lang wie breit. Ihre Form ist eiförmig, stumpf und an der Basis mehr oder weniger abgeschnitten.
Die Tragblätter sind 5 bis 12 mm lang und eiförmig. Die Blütenstiele sind 3 bis 8 (selten bis 15) mm lang. Der Kelch ist mit 7 bis 9 mm langen, breit eiförmigen und stumpfen Kelchzipfeln besetzt. Die Krone ist 33 bis 48 mm lang und blass gelb.
Die Früchte sind eiförmig-langgestreckte, drüsig behaarte Kapseln mit einer Länge von 13 bis 17 mm.

## Vorkommen und Standorte
Die Art ist von Mittelitalien bis in den Nordosten Spaniens verbreitet. Sie wächst auf Felsen und steinigen Hängen.